# Рашида Саадатул Болкиах
Рашида Саадатул Болкиах (малайск. Rashidah Sa'adatul Bolkiah; род. 26 июля 1969, Бандар-Бруней) — брунейская принцесса, старшая дочь султана Хассанала Болкиаха и королевы Салехи.

## Биография

### Происхождение и образование
Рашида Саадатул Болкиах родилась 26 июля 1969 года в семье султана Хассанала Болкиаха и королевы Салехи и она является старшей среди всех детей султана. Она получила начальное образование на родине, закончила школу Святого Эндрю, Международную школу Джерудонг и Университет Брунея-Даруссалам, получив степень магистра в области государственной политики и администрации.
Получив образование, принцесса работала в Департаменте государственной службы канцелярии премьер-министра в 1994 году и в Министерстве развития в 1995 году.
Принцесса является действующим президентом Ассоциации девушек-гидов Брунея-Даруссалама. Организация играет ключевую роль в оказании поддержки усилиям правительства по повышению уровня образования молодёжи в султанате.

### Брак
В августе 1996 года принцесса вышла замуж за Анака Абдул Рахима. Свадебная церемония продолжалась в течение нескольких дней и 15 августа на никахе они были объявлены супругами. На свадьбе присутствовали более 5000 гостей, среди которых были местные, а также иностранцы. На свадьбе выступала американская певица Уитни Хьюстон, которая по некоторым данным получила 7 миллионов долларов. У супругов родились 5 детей (2 сына и 3 дочери):
- Принцесса Анак Рахима Санаул Болкиах (род. 28 декабря 1997);
- Принцесса Анак Хариса Видадул Болкиах;
- Принц Анак Абдул Ракиб Болкиах (род. 14 мая 2002);
- Принц Анак Абдул Хасиб Болкиах (род. 14 января 2006);
- Принцесса Анак Ракика Рааятул Болкиах (род. 16 декабря 2009);